# 白岩松

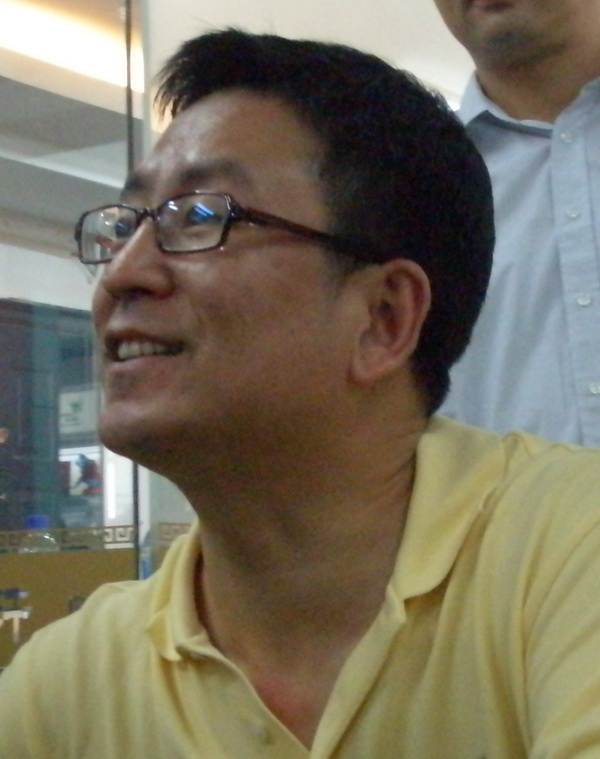
2010年（42才）の白岩松

白 岩松（はく がんしょう、バイ イェンソン、1968年8月20日 - ）は、中華人民共和国の男性ニュースキャスター、司会者、番組制作者、高級編集員。内モンゴル自治区フルンボイル市出身のモンゴル族、中国共産党員。中国中央テレビの人気ニュースキャスターとして活動しており、2000年のシドニーオリンピックや2008年四川大地震のような歴史的な出来事を報道して人気を集めた。

## 担当番組
- 「東方時空」[4]
- 「新聞週刊」[5]
- 「新聞1+1」
- 「焦点訪談」
- 「新聞会客庁」

## 隨筆集
- 『痛并快楽着』、華芸出版社、2001年、ISBN 9787801420787；2010年再版、長江文芸出版社、ISBN 9787535448798
- 『岩松看台湾』、九州出版社、2005年、ISBN 9787801953155
- 『岩松看日本』、華芸出版社、2007年、ISBN 9787801428844
- 『岩松看米国』、華芸出版社、2009年、ISBN 9787802521889
- 『幸福了嗎？』、長江文芸出版社、2010年、ISBN 9787535446329
- 『行走在愛与恨之間』、北京共同出版社、2014年、ISBN 9787550227743